# Tetragnatha mohihi
Tetragnatha mohihi este o specie de păianjeni din genul Tetragnatha, familia Tetragnathidae, descrisă de John Wynn Gillespie în anul 1992. Conform Catalogue of Life specia Tetragnatha mohihi nu are subspecii cunoscute.